# ハディヤ語
ハディヤ語（ハディヤご、英: Hadiyya language、ハディヤ語: Hadiyyisa）はアフロ・アジア語族に属する言語である。エチオピアのハディア人によって話されている。ほとんどの話者は南部諸民族州のハディヤ県に居住する。
高地東クシ諸語を構成する言語の一つである。リビド語（Libido language、マラコ語）とは語彙が非常に似ているが、形態論としては大きな違いがある。ハディヤ語は声門破裂音と共鳴音で構成される複雑な子音音素を持つ。具体的には/ʔr/, /ʔj/, /ʔw/, /ʔl/である。

## 言語名別称
- ハディーヤ語
- Hadiyigna
- Adiya
- Adea
- Adiye
- Hadia
- Hadiya
- Hadya

## 方言
- レーモ方言（Leemo）
- ソロ方言（Soro）